# Die Kinder beruhigte das nicht
Die Kinder beruhigte das nicht von Alois Hotschnig (2006) ist eine Sammlung von Erzählungen, in denen der gewöhnliche Alltag jeweils an den Abgrund der erzählbaren Wahrscheinlichkeit herangeführt wird.

## Inhalt
Neun Erzählungen sind unter dem pädagogisch abwinkenden Titel „Die Kinder beruhigte das nicht“ aufgefädelt. Es geht dabei um Versuche, etwas durch Erzählen in Ordnung zu bringen. 
„Dieselbe Stille, dasselbe Geschrei“ heißt die Eröffnungsgeschichte, worin ein Erzähler aufgekratzt diffus mit seinen Wahrnehmungen in ein Nachbargrundstück am See hineinwuchert. Darin sind über jede Jahreszeit hindurch ein Paar Liegen aufgestellt und dem Wetter ausgesetzt. Der Erzähler beginnt als verstörter Voyeur in die Körper der Nachbarn einzudringen, später mischt er sich in den Tagesablauf ein, indem er fotografiert und die Handlungen am Nachbarssteg auf dem eigenen Grundstück doubelt.
In der Erzählung „Eine Tür geht dann auf und fällt zu“ wird der Erzähler von einer Frau abgefangen und in ihre Wohnung geleitet, wo bereits die Puppen aufgefädelt sind. Groß ist das Erstaunen, als auch eine Puppe mit den eigenen Zügen des Erzählers dabei ist.
„Vielleicht diesmal, vielleicht jetzt“ erzählt davon, dass es nie oder immer sein wird, dass der Onkel Walter kommt. Wie im Stück Warten auf Godot kommt und kommt der erlösende Onkel nicht zur Familienfeier, aber das Warten wird so heftig, dass der Onkel als anwesend erscheint.

## Rezeption
Alois Hotschnig gilt wegen seiner seltenen Veröffentlichungen als Inbegriff konzentrierten Erzählens. Seine kompakten Texte mit minimaler Handlung werden oft als provokanter Gegenentwurf einer von Nachrichten durchsetzten Gesellschaft gelesen.

## Erstveröffentlichung
- Alois Hotschnig: Die Kinder beruhigte das nicht. Erzählungen. Köln: Kiepenheuer & Witsch 2006. 126 Seiten. ISBN 3-462-03685-8.